# Деструирование
Деструи́рование (от лат. destruēre, во многих случаях является антонимом к «развитие») — процесс полноценного разрушения, уничтожения первоначального вида чего-либо.
- Деструирование в социальном прогнозировании — разрушение, критика.

«V. Деструирование (разрушение) систематизированных идей (специализированная процедура оценки идей на практическую реализуемость в процессе мозговой атаки, когда каждая из них подвергается всесторонней критике со стороны участников мозговой атаки). Основное правило этапа деструирования — рассматривать каждую из систематизированных идей только с точки зрения препятствий на пути к её осуществлению, то есть участники атаки выдвигают выводы, отвергающие систематизированную идею. Особенно ценным является то обстоятельство, что в процессе деструирования может быть генерирована контридея, формулирующая имеющиеся ограничения и выдвигающая предположение о возможности снятия этих ограничений.»
- Деструирование в медицине — разрушение анатомической структуры (дермы, слизистой оболочки внутренних органов и т. д.)

«Следует только отметить, что большинство авторов совершенно несправедливо отождествляет поверхностно растущую форму рака век с ранней стадией развития этого заболевания. Они считают, что любая мелкая поверхностная опухоль или язва по мере дальнейшего роста обязательно должна инфильтрировать подлежащую ткань, прорасти дерму и деструировать её».